# Café Society
Café Society è un film del 2016 scritto e diretto da Woody Allen.
La pellicola, la prima girata in digitale da Allen, è stata selezionata come film d'apertura, fuori concorso, del Festival di Cannes 2016.

## Trama
Bobby Dorfman è il figlio più giovane di una famiglia ebrea di New York negli Anni trenta. Sua sorella maggiore Evelyn è un'insegnante sposata con un professore di matematica, mentre suo fratello maggiore Ben è un gangster. Insoddisfatto di lavorare per suo padre, gioielliere, Bobby decide di trasferirsi a Hollywood, dove accetta un lavoro di commesso per suo zio Phil, un potente agente di talenti cinematografici.
Per aiutare Bobby a familiarizzare con la realtà di Hollywood, Phil presenta il nipote alla sua segretaria Veronica, detta Vonnie. Bobby si innamora profondamente di lei, che però rifiuta le sue avances, dicendogli di essere fidanzata con un giornalista di nome Doug. In realtà, "Doug" è lo stesso Phil, con il quale Vonnie sta portando avanti una storia d'amore clandestina, in quanto lui è sposato e promette a lei di divorziare dalla moglie.
Nel primo "anniversario di carta" della loro relazione, Vonnie regala a Phil una lettera scritta e firmata da Rodolfo Valentino. Tuttavia, Phil le confessa che non è in grado di divorziare da sua moglie, concludendo così la relazione. Vonnie successivamente cede alla corte di Bobby e la loro amicizia si trasforma in una storia d'amore.
Phil parla con Bobby sulla sua relazione clandestina, senza mai fare il nome della sua amante, confidandogli di aver deciso di divorziare dalla moglie. Bobby a suo volta racconta allo zio della sua relazione con Vonnie e della sua intenzione di sposarla per poi portarla a New York. A quel punto Phil ne approfitta per chiedere a Vonnie di lasciare Bobby e sposare lui. Inavvertitamente è proprio Bobby a far scattare la scintilla di Vonnie nei confronti di Phil: infatti le riferisce di come lo zio sia in crisi con la moglie e sia realmente intenzionato a divorziare per sposare l'amante (di cui lui ancora non conosce l'identità).
È durante una conversazione con Phil nel suo ufficio che Bobby nota la lettera di Valentino: solo allora capisce che è proprio Vonnie l'amante di Phil e che "Doug" è in realtà suo zio Phil; decide così di affrontare Vonnie e le chiede di scegliere tra lui e Phil: Vonnie sceglie Phil.
Bobby, con il cuore spezzato, torna a New York, dove inizia a gestire un nightclub di lusso con il fratello gangster, Ben. Il locale diventa presto un famoso ritrovo per ricchi e potenti, dai politici ai gangster; nel locale Bobby conosce la divorziata Veronica Hayes e iniziano a frequentarsi. Quando lei gli rivela di essere incinta lui le propone il matrimonio e mettono su famiglia.
Durante una lunga visita a New York, Phil e Vonnie, oramai felicemente sposati, si fermano nel locale gestito da Bobby e insistono per vederlo. Vonnie sembra diventata pretenziosa e viziata, proprio come le donne che prima criticava, e Bobby all'inizio è disgustato da lei. Tuttavia, accetta di accompagnarla per un giro per New York, ricambiando il favore che lei gli aveva fatto per Hollywood. Passano una serata senza Phil, visitando i luoghi di ritrovo preferiti di Bobby e, all'alba a Central Park, si scambiano un bacio; ma è chiaro che la relazione non può andare oltre.
La sorella di Bobby Evelyn chiede al fratello, Ben, di "parlare" con il suo vicino, un uomo arrogante e violento che vessa di continuo lei e il marito, nonostante le continue chiamate alla polizia; Ben non ci pensa su due volte e lo uccide, come suo solito. Le attività criminali di Ben sono troppo vistose e viene arrestato e condannato per omicidio ed estorsione. Poco prima di andare sulla sedia elettrica, si converte al cristianesimo, dando un dispiacere ai suoi genitori. La fama sinistra del suo defunto fratello spinge il nightclub di Bobby ad alti livelli e lui si reca a Los Angeles per organizzare una nuova apertura ad Hollywood. Alla fine decide di non farlo, ma, prima di andarsene, lui e Vonnie pranzano insieme; lei lo avverte che tornerà a New York con Phil per una breve visita, ma entrambi decidono che è meglio non vedersi.
Qualche mese dopo, alla vigilia di Capodanno, Bobby e Vonnie sono tra di loro molto distanti: Bobby a New York ospita un veglione nel suo nightclub e Vonnie con suo marito è a una festa in casa a Hollywood. Mentre il nuovo anno sta per iniziare, entrambi sembrano lontani dai loro coniugi ed entrambi hanno uno sguardo lontano nei loro occhi.

## Produzione
Il budget del film è stato di 30 milioni di dollari, e le riprese del film sono iniziate il 17 agosto 2015 a Los Angeles e proseguite nel settembre a New York. Per la prima volta nella sua carriera, Woody Allen ha girato il film in digitale, con una telecamera CineAlta F65.

## Promozione
Il primo trailer del film viene diffuso il 21 aprile 2016.

## Distribuzione

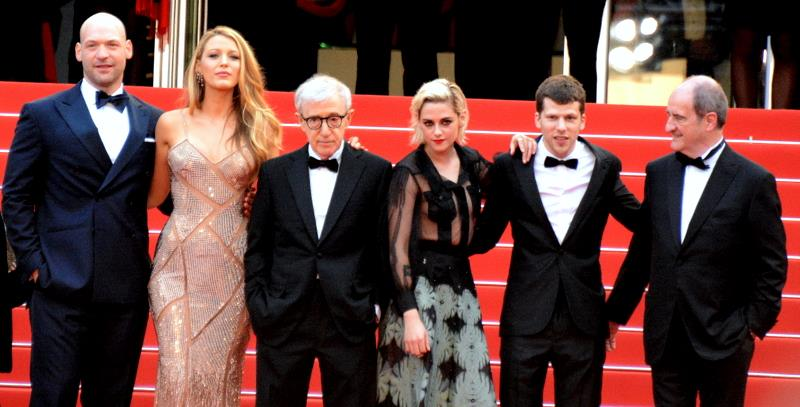
Il cast alla presentazione del film al Festival di Cannes

La pellicola è stata presentata al Festival di Cannes 2016 l'11 maggio ed è stata distribuita nelle sale cinematografiche statunitensi dal 12 agosto seguente, mentre in Italia dal 29 settembre.

## Riconoscimenti
- 2016 - San Diego Film Critics Society Awards
  - Candidatura per i migliori costumi a Suzy Benzinger
- 2016 - St. Louis Film Critics Association
  - Candidatura per la miglior fotografia a Vittorio Storaro
- 2016 - The New Yorker[9]
  - Miglior attrice non protagonista a Blake Lively
- 2017 - Golden Tomato Awards[10]
  - Quinto miglior film romantico del 2016
- 2017 - Art Directors Guild
  - Candidatura per la miglior scenografia
- 2017 - Casting Society of America
  - Candidatura per il casting per un film indipendente commedia
- 2017 - Golden Eagle Award
  - Candidatura per il miglior film straniero
- 2017 - Online Film & Television Association
  - Candidatura per il miglior poster